# Antônio Argos Ponte de Vasconcelos
Antônio Argos Ponte de Vasconcelos (Fortaleza, 28 de junho de 1927 - Fortaleza, 25 de abril de 1994), foi um médico, filantropo, historiador e escritor brasileiro, membro da Academia Cearense de Letras.

## Biografia
Filho de Manoel Messias de Vasconcelos e de Maria Juracy Ponte de Vasconcelos, nasceu em Mondubim, distrito de Fortaleza. Tendo feito o curso primário no Colégio Castelo Branco, dirigido pelo prof. Silas Ribeiro (de 1933 a 1936), o curso secundário no Liceu do Ceará, ao tempo sob a direção do prof. Otávio Farias (de 1937 a 1942), o curso colegial no Colégio São João, dirigido pelo prof. Odilon Braveza (em 1943 e 1944), ingressou na Faculdade de Medicina da Universidade do Recife, na qual se diplomou em dezembro de 1951.
De regresso à terra natal, desempenhou suas atividades médicas, no setor da cirurgia ginecológica, sua especialidade, em diversos hospitais: na Assistência Municipal de Fortaleza (atual Instituto Dr. José Frota), de 1952 a 1965; no Pronto Socorro Particular de Fortaleza, de 1956 a 1967; no Hospital Geral de Fortaleza (INAMPS), de 1969 a 1985; na Santa Casa de Misericórdia de Fortaleza, de 1952 até 1990, no Serviço Médico do Departamento Nacional de Obras Contra as Secas (DNOCS), de 1964 a 1989.  
Na Santa Casa, foi Chefe da Clínica Cirúrgica, Diretor Clínico, Mordomo da Irmandade e Vice-Provedor. Segundo informa Raimundo Girão, ministrou durante quatro anos aulas sobre Sexo e Casamento, como professor voluntário do Curso para Noivos, cooperando com os trabalhos da Arquidiocese de Fortaleza no setor de orientação para o matrimônio.

## Obras
- Juventude Participação e Serviço, (1977),
- Marechais de Napoleão, (1981),
- Batalhas de Napoleão, (1984),
- Marechais de Hitler, (1989),
- Encouraçados e Cruzadores do III Reich, (1991),

## Homenagens
- Placa de Prata do Ministério da Aeronáutica (Base Aérea de Fortaleza),
- Placa de Prata com friso dourado da Jornada Cearense de Ginecologia e Obstetrícia,
- Placa da Campanha Nacional das Escolas da Comunidade (CNEC),
- Medalha do Sesquicentenário, (In Memorian),[8]
- Medalhão e Diploma do Rotary 360 Internacional,[9]
- O Auditório da Santa Casa de Fortaleza foi nomeado em homenagem ao médico,[10]